# Ośrodek duszpasterski Najświętszej Maryi Panny Królowej Różańca Świętego w Wałbrzychu
Niektóre z zamieszczonych tu informacji wymagają weryfikacji.
Dokładniejsze informacje o tym, co należy poprawić, być może znajdują się w dyskusji tego artykułu.
 Po wyeliminowaniu niedoskonałości należy usunąć szablon [[Szablon:Dopracować|]] z tego artykułu.
Ośrodek duszpasterski Najświętszej Maryi Panny Królowej Różańca Świętego w Wałbrzychu – rzymskokatolicka parafia położona w dekanacie Wałbrzych (południe) w diecezji świdnickiej. 

## Historia
W 2009 roku uruchomiono Samodzielny Ośrodek Duszpasterski pw. Najświętszej Marii Panny Królowej Różańca w Wałbrzychu, którego administratorem został ks. Adam Sławiński SAC.